# Magie noire (Buffy)
Pour les articles homonymes, voir Magie noire.
Magie noire est le 19e épisode de la saison 5 de la série télévisée Buffy contre les vampires.

## Résumé
Ben se fait renvoyer de son travail d'interne à l'hôpital, car Gloria a occupé le corps qu'ils partagent durant plusieurs semaines. Buffy arrête ses études pour mieux s'occuper de Dawn, dont les résultats scolaires sont alarmants depuis la mort de leur mère. Willow et Tara connaissent leur première grosse dispute (car Tara est mal à l'aise devant la puissance magique de Willow). Alors que la seconde est seule, Gloria vient la trouver car elle pense qu'elle est la Clé. Quand elle découvre que ce n'est pas le cas, elle essaie de l'obliger à lui révéler l'identité de la Clé. Devant le refus de Tara, elle lui aspire le cerveau.
Willow décide alors de se venger et absorbe l'énergie d'un manuel de magie noire avant de se rendre chez la déesse. Avec sa magie, elle fait beaucoup de mal à son ennemie, mais cette dernière se révèle quand même être la plus forte et contre chacun de ses maléfices. Willow n'est alors sauvée que grâce à l'intervention de Buffy qui lui permet de s'échapper. Le lendemain, alors que Buffy, Dawn, Willow et Tara se cachent dans la chambre universitaire des deux filles, Gloria fait une apparition fracassante en détruisant un mur de la chambre. Tara, à cause de son état mental critique, révèle involontairement que Dawn est la Clé. L'épisode se termine sur le visage de Gloria qui fait un grand sourire.

## Statut particulier
Noel Murray, du site The A.V. Club, estime que cet épisode pourrait bien être celui qu'il apprécie le moins de toute la saison car il répond à un besoin « essentiellement mécanique et non dramatique » de faire le point sur le statut des personnages avant le final et est « mal écrit et mal rythmé ». Pour la BBC, la première moitié de l'épisode est ennuyeuse et la dispute entre Willow et Tara semble « un peu forcée » mais la suite est plus convenable, avec notamment la scène spectaculaire de Willow s'en prenant à Gloria et le cliffhanger « intense ». Mikelangelo Marinaro, du site Critically Touched, lui donne la note de A-, évoquant un épisode qui « fait avancer significativement l'intrigue tout en se concentrant sur d'importants problèmes affectant les personnages » et qui culmine avec Willow s'adonnant pour la première fois à la magie noire, moment préparé de longue date par les scénaristes, le seul réel défaut de l'épisode étant son « rythme lent ».

## Distribution

### Acteurs et actrices crédités au générique
- Sarah Michelle Gellar : Buffy Summers
- Nicholas Brendon : Alexander Harris
- Alyson Hannigan : Willow Rosenberg
- Emma Caulfield : Anya Jenkins
- Michelle Trachtenberg : Dawn Summers
- James Marsters : Spike
- Anthony Stewart Head : Rupert Giles

### Acteurs et actrices crédités en début d'épisode
- Clare Kramer : Gloria
- Charlie Weber : Ben
- Troy T. Blendell : Jinx
- Anne Betancourt : le principal Stevens
- Leland Crooke : le professeur Lillian
- Amber Benson : Tara Maclay